# 古斯塔沃·派来德尼克
古斯塔沃·派来德尼克（Gustavo Daniel Perednik，中文名“王”，1956年10月21日—），以色列作家、教育家，犹太人。古斯塔沃·派来德尼克生于阿根廷，早年在布宜诺斯艾利斯大学和耶路撒冷希伯来大学接受教育，之后在纽约获得哲学博士学位。他曾在希伯来大学以多种语言授课，并管理四年及预科计划，被该校授予杰出讲师称号。他还担任过“国外领导者学会”的导师和世界塞法迪犹太人教育中心的执行主任。作为美国、欧洲和拉丁美洲40多所大学的客座教授，他经常被邀请前往各地开办讲座。他已经出版了12本书，并用多种文字发表了上千篇有关犹太教和现代性的文章。
派来德尼克与中国的直接联系始于1998年，那时他在特拉维夫的中国驻以色列大使馆开办讲座，并在那里得到了他的中文名字：王。2001年，他首次抵达北京，并致力于推行艾田计划，以加深中国人和犹太人的相互了解。
派来德尼克和他的家人居住在耶路撒冷郊区。

## 著作
- 《在桑坦德家》(1980)
- 《亚希多弗》 (1988)
- 《我是个希伯来人》 (1989)
- 《千年之保护——犹太教和生态学》(1990)
- 《拉麦》 (1992)
- 憎犹症 (2001)
- 《脱轨的西班牙——伊斯兰恐怖主义与西方的觉醒》 (2004)]
- 《伟大的思想家们》 (2005)
- 《杰出的思想家们》 (2006)
- 《达尔文的科学》 (2006)
- 《著名的思想家们》 (2007)